# The Complete Fillmore West 1969
The Complete Fillmore West 1969 è un album composto da tre CD che riportano i concerti eseguiti al Fillmore West dal 27 febbraio al 2 marzo 1969.
Cofanetto di 3 CD più libretto di foto, 2005, Grateful Dead Productions, Rhino records

## Tracce

### CD 1
1. Morning Dew
2. Good Morning Little Schollgirl
3. Doin' That Rag
4. I'm a King Bee
5. Cosmic Charlie
6. Turn On Your Lovelight

### CD 2
1. Dupree's Diamond Blues
2. Mountain of the Moon
3. Dark Star
4. St. Stephen
5. Death Don't Have No Mercy

### CD 3
1. That's It for the Other One
2. Alligator
3. Drums
4. Jam
5. Caution (Do Not Stop on Tracks)
6. Feedback
7. We Bid You Goodnight

## Crediti
La formazione della band è la seguente:
- Tom Costanten: organo
- Jerry Garcia: chitarra solista, voce
- Mickey Hart: batteria
- Phil Lesh: basso, voce
- Ron "Pigpen" McKernan: voce, armonica, organo, percussioni
- Bob Weir: chitarra ritmica, voce